# Проспект Свободы (станция метро)
«Проспект Свободы» (укр. Проспект Свободи) — станция Центрально-Заводской линии Днепровского метрополитена. Расположена между станциями «Покровская» и «Заводская».
Станция открыта 29 декабря 1995 года в составе первого пускового участка «Покровская» — «Вокзальная». Станция глубокого заложения, односводчатая.
Станция имеет два выхода на поверхность на пл. Новокодацкую (бывш. пл. Дзержинского), где пересекаются просп. Свободы и ул. Панаса Мирного.
Станция названа из-за её расположения на западной (конечной) части проспекта Свободы.

Цвет свода – бирюзовый

## Проектные названия
В некоторых источниках упоминается как «Электровозостроителей».
Был также вариант назвать станцию «Новокайдакская» (или «Новые Кайдаки»), так как станция находится на юго-западной окраине исторического района — поселок Новые Кайдаки.